# Précepteur (éducation)
Le précepteur est la personne chargée de l’instruction d’un enfant qui ne fréquente aucun établissement d’enseignement public ou privé. Le précepteur peut donner un cours spécifique ou la totalité du cours, suivant les recommandations du ministère de l'éducation nationale ou de ses parents.

## En France
Le préceptorat est méconnu mais existe et est légal en France. Les précepteurs et préceptrices sont peu nombreux mais peuvent exercer légalement.
Leurs codes APE sont les suivants :
- 8520Z - Enseignement primaire
- 8542Z - Enseignement supérieur
- 8551Z - Enseignement de disciplines sportives et d'activités de loisirs
- 8552Z - Enseignement culturel
- 8553Z - Enseignement de la conduite
- 8532Z - Enseignement secondaire technique ou professionnel
- 8541Z - Enseignement post-secondaire non supérieur
- 8510Z - Enseignement pré-primaire
- 8531Z - Enseignement secondaire général
- 8559A - Enseignement continue d'adultes
- 8559B - Autres enseignements
- 8560Z - Activités de soutien à l'enseignement

Sous l'Ancien Régime, les précepteurs royaux sont souvent des hommes d'Église, au moins tonsurés, ayant réputation d'humanistes. À notre époque cela concerne aussi la personne qui instruit son enfant à domicile (enfants déscolarisés).
En France, sous l’Ancien Régime, l’enseignement est délivré par les Jésuites et les Frères des écoles chrétiennes. Les précepteurs sont des membres du clergé qui éduquent la jeune noblesse. Leur rôle est amoindri par l'ordonnance du 13 décembre 1698. Elle permet de développer l’instruction de base à tous les enfants du royaume. Ce renouveau profite notamment à la bourgeoisie de l'époque.

## Précepteurs célèbres
Éducation et instruction
- Pierre Abélard : précepteur d'Héloïse avec laquelle il eut une relation d'amant.
- Aristote, précepteur d’Alexandre le Grand.
- Bossuet, précepteur de Louis de France (1661-1711), fils de Louis XIV.
- Jacques Cellier, à Reims.
- Pierre Cérou : précepteur de l’infante d’Espagne Isabelle de Bourbon-Parme.
- Guillaume Dubois, précepteur de Philippe d'Orléans (futur régent de France).
- Éginhard, précepteur de Lothaire.
- Guillaume d'Ercuis, précepteur de Philippe IV le Bel.
- Fénelon, précepteur de Louis de France (1682-1712), petit-fils de Louis XIV.
- Pierre Gilliard : précepteur des enfants de l'empereur de Russie Nicolas II.
- Frédéric-César de La Harpe, précepteur de l'empereur de Russie Alexandre Ier.
- Sénèque, précepteur de Néron.
- François Viète, précepteur de Catherine de Parthenay.
- François-Germain La Fermière, précepteur des enfants de Sophie-Dorothée de Wurtemberg.

## Dans la fiction

### Mythologie
- Chiron, précepteur de nombreux héros, notamment Achille, Héraclès, Asclépios ou les Dioscures.
- Mentor, précepteur de Télémaque, fils d'Ulysse.
- Phénix, autre précepteur d'Achille.
- Silène, précepteur du dieu Dionysos.

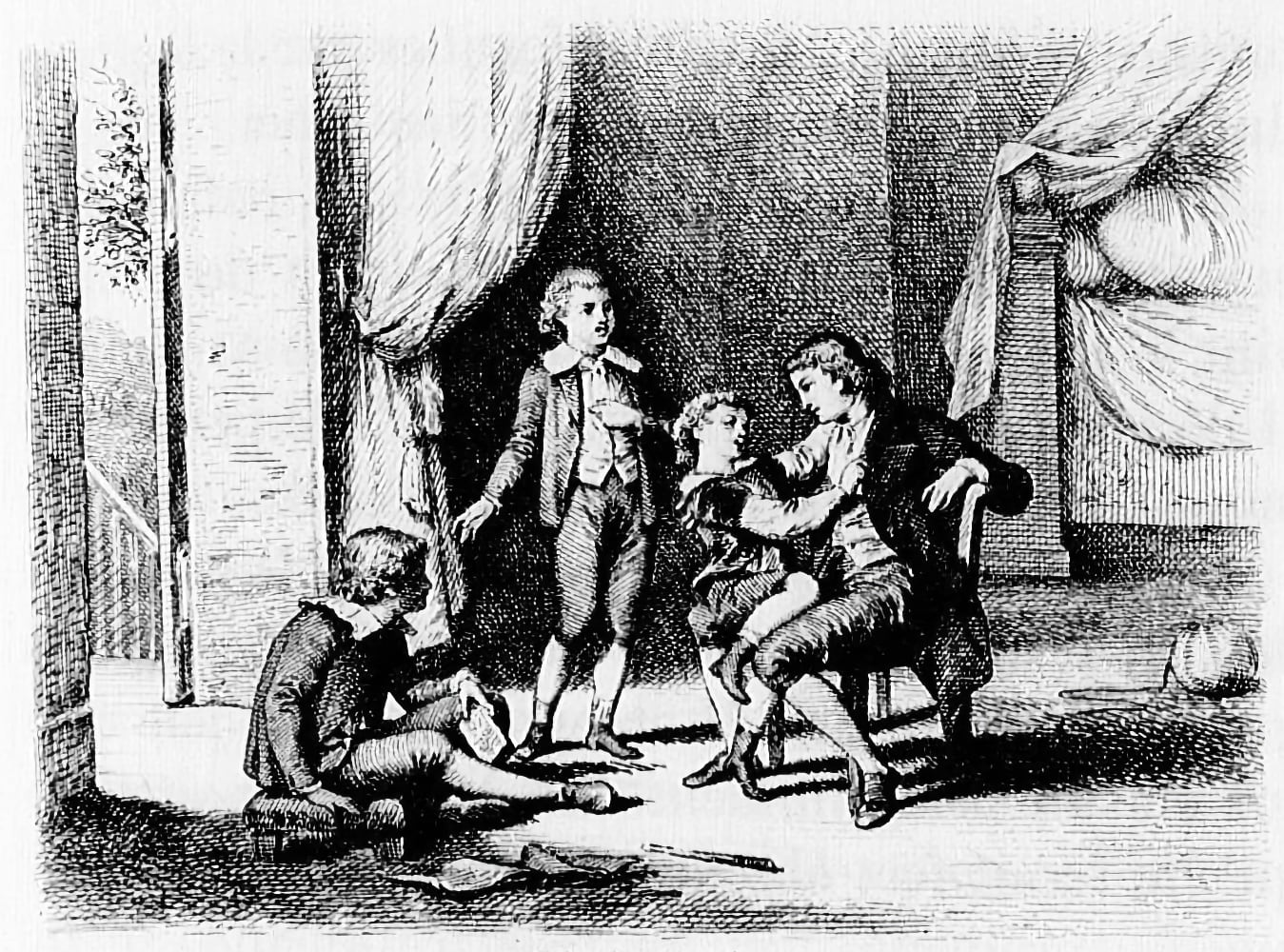
Julien Sorel avec les enfants de Mme de Rênal, gravure d'Henri-Joseph Dubouchet, 1884.

### Autres
- Sir John Falstaff, personnage de plusieurs pièces de Shakespeare, compagnon d'esclandre du prince Henri qui l'appelle « le précepteur et le père nourricier de mes désordres » (Henri IV, 2e partie, acte V, scène V).
- Saint-Preux dans La Nouvelle Héloïse, roman de Jean-Jacques Rousseau, paru en 1761.
- Julien Sorel dans Le Rouge et le Noir, roman français de Stendhal, paru en 1830.
- Cimourdain dans Quatrevingt-treize, roman français de Victor Hugo, paru en 1874, a été le précepteur du jeune noble Gauvain avant de le surveiller comme représentant en mission.
- Pemberton dans « L'Élève » (« The Pupil »), une nouvelle d'Henry James, parue d'abord dans Longman's Magazine en mars/avril 1891, et repris en volume l'année suivante chez Macmillan, à Londres et New York.